# Alternanthera muscoides
Alternanthera muscoides là loài thực vật có hoa thuộc họ Dền. Loài này được Benth. & Hook.f. mô tả khoa học đầu tiên năm 1880.